# Сталь (футбольный клуб, Каменское)
«Сталь» (укр. «Сталь») — украинский футбольный клуб из города Каменское. Основан в 1926-м году.

## Прежние названия
- 1926—1933: «Металлист»
- 1934: «Дзержинка»
- 1935—1936: сборная завода имени Дзержинского
- 1937—1948: «Сталь»
- 1949—1997: «Металлург»
- 1998—2018: «Сталь»
- 2018: «Феникс» (Буча)

## История

### 1926—1976

1936 год. «Сталь» Днепродзержинск

В 1913 году существовала Каменская футбольная лига, основу команд которой составили служащие Днепровского металлургического завода и гимназисты. В начале 1920-х годов делались эпизодические попытки создать команду, но лишь с возрождением металлургического завода появилась возможность вкладывать средства в развитие спорта. В 1926 году существовала команда «Металлист», которая регулярно проводила матчи.
С 1935 года команда участвовала в первенстве Украины (в 1935—1936 годах под флагом сборной города, основу которой составляли металлурги), в 1936 и 1938 году принимала участие в розыгрыше Кубка СССР. В 1938 году «Сталь» стала вторым призёром республиканского чемпионата. Этот успех остается наивысшим достижением каменского футбола за всю историю.
В 1945 году сборная Днепропетровской области, почти полностью состоящая из днепродзержинцев, выиграла Спартакиаду Украины. В 1949 г. «Металлург» вновь стал вторым в республиканском первенстве. С 1953 по 1970 годы на первые роли в городском футболе вышел «Химик» (впоследствии «Днепровец» и СК «Прометей»), который и представлял Днепродзержинск на республиканской и всесоюзной аренах. Спортсмены Дзержинки в основном выступали в городских и областных соревнованиях, лишь в 1953 году играя в первенстве Украины.

### 1976—2001
В 1976 году завод взял на себя обеспечение команды, в которую были привлечены не только работники завода, но и лучшие игроки других городских команд — СК «Прометей» и «Буревестник». В 1978 году «Металлург», победив в чемпионате Украины среди КФК, завоевал путёвку во вторую лигу союзного футбола, где и выступал в 1979—1985 годах. Высшее достижение днепродзержинцев за эти годы — 12 место в 1982—1983 годах. После неудачного выступления в 1985 году команда лишь эпизодически появлялась на республиканской арене (в 1989 и 1992—1993 годах). На этот период приходятся две последние победы днепродзержинцев в первенстве области в 1988 и 1992 (весна) годах. В 1994 году команда завода фактически прекратила существование. В 1998 году вновь была воссоздана сборная комбината, которой вернули имя «Сталь». Первый сезон в областном чемпионате вышел неудачным, но уже в последующие два сезона «Сталь» вышла в число лучших команд области, заняв соответственно 2-е и 3-е места.

### С 2001
В 2001 году «Сталь», попробовав свои силы в чемпионате Украины среди любителей и выиграв Кубок области, стала участником первенства Украины во второй лиге. Итог первого в ней сезона — 12 место в группе «В». В следующем сезоне — 5-е место. В сезоне 2003/04 в борьбе с черниговской «Десной» «Сталь» завоевала путёвку в первую лигу. В сезоне 2004/05 в команда, возглавляемая тренером, выведшим её туда, Александром Севидовым заняла 9-е место. По окончании сезона «Сталь» покинул тренерский штаб во главе с Севидовым, ушли игроки, определявшие игру команды. Новый тренер — Виктор Маслов Сезон 2005/06 «Сталь» завершила на 8 месте. В сезоне 2006/07 команда заняла 9-е место, а в кубке Украины вышла в 1/4 финала.
После тренерской «чехарды» первого круга 2006/07 к рулю команды пришёл новый тренерский штаб во главе с Сергеем Дирявкой. Сезон 2007/08 днепродзержинская «Сталь» провалила, опустившись по итогам сезона во вторую лигу, где провела шесть сезонов и только в сезоне 2013/14 со второго места вышла в первую лигу.
В сезоне 2014/15 «Сталь» заняла второе место в первой лиге. В июне 2015 года акционерами было объявлено об объединении с донецким «Металлургом» под брендом «Стали», в процессе которого «Металлург» прекращал своё существование, а днепродзержинская «Сталь» занимала бы место донецкого клуба в УПЛ. Однако, ближе в старту чемпионата президент «Стали» Максим Завгородний сообщил, что «не получилось слияния», так как он «не может увязывать свой клуб с длительной жизнью „Металлурга“, у которой есть масса всяких последствий», вероятно имея в виду возможные долги донецкого клуба перед УЕФА в размере 5 миллионов евро. В результате «Металлург» объявил о своём банкротстве, а его место в Премьер-лиге заняла «Сталь».
19 ноября 2015 года, в связи с переходом Максима Завгороднего с должности генерального директора ДМК на должность исполнительного директора владеющей предприятием корпорации ИСД, новым президентом клуба стал Вардан Исраелян, ранее работавший финансовым директором и вице-президентом, а с 2002 года спортивным директором в донецком «Металлурге». Это привело к возникновению проблем организационного характера, вылившихся в конфликт между новым президентом и представителями общественной организации ФК «Сталь». В январе 2016 года Варданом Исраеляном вместо Владимира Мазяра был назначен новый главный тренер Эрик ван дер Мер, который по мнению руководителей ОО ФК «Сталь» не может выполнять свои обязанности, поскольку контракт с ним не заключали официальные лица, имеющие право подписи в клубе (а в их число не входит президент), а в Премьер-лиге зарегистрирован контракт Владимира Мазяра, действующий до лета 2017 года.
18 января на внеочередном собрании ОО ФК «Сталь» было принято решение об освобождении Вардана Исраеляна от должности президента и его исключении из членов клуба, а также об оставлении в силе решения от 29 декабря 2015 года о прекращении деятельности клуба. Однако при этом команда продолжила подготовку к весенней части сезона 2015/16 под руководством Ван дер Мера и 22 января отправилась на месячный первый зарубежный сбор в Турцию, планируя после возвращения базироваться под Киевом в Пуще-Водице, тренироваться в близлежащем селе Лютеж, а также сменить место проведения домашних матчей с днепропетровского стадиона «Метеор» приоритетно на какой-либо вариант в Киеве. В те же дни активизировал работу сайт FCStal.com, в некоторых источниках обозначенный как альтернативный официальный сайт клуба, на котором были размещены материалы о подготовке команды к соревнованиям под руководством нового главного тренера. При этом дизайн сайта в значительной мере совпадал с дизайном уже не существующего официального сайта расформированного донецкого «Металлурга».
25 января на «старом» официальном сайте «Стали» FCStal.com.ua было опубликовано заявление вице-президента клуба, представителя ОО ФК «Сталь» Богдана Наполова, в котором, в частности, было указано, что клуб проходит процесс ликвидации, данный вопрос решается согласно действующему законодательству Украины, а соответствующие документы уже находятся в Министерстве юстиции. При этом футболистам было рекомендовано в ближайшее время приехать за документами в офис клуба в городе Днепродзержинске (Каменском), чтобы забрать трудовые книжки и получить статус свободных агентов. Кроме того, по словам функционера, генеральный директор Премьер-лиги Пётр Иванов в личной беседе отметил, что полноправным участником лиги организация признаёт именно ОО ФК «Сталь» и в юридической плоскости будет общаться только с её представителями.
26 января на тот момент глава комитета лицензирования клубов ФФУ Владимир Генинсон подтвердил получение письма от ОО ФК «Сталь» о начале процесса ликвидации клуба, а также то, что именно ОО ФК «Сталь» зарегистрирована в Федерации и именно она является единственным официальным лицом, с которым ведутся переговоры. При этом Вардана Исраеляна чиновник прямо назвал бывшим президентом. Кроме того, Генинсон сообщил, что комитет по лицензированию клубов собирается провести заседание, на которое приглашены обе стороны конфликта, с целью достижения какого-нибудь консенсуса, чтобы клуб продолжил существовать и доиграл сезон до конца. Однако 29 февраля Генинсон, уже в качестве президента УПЛ, высказал иное мнение в отношении статуса Исраеляна в клубе.
В конце марта 2017 года прекратил производственную деятельность генеральный спонсор клуба — Днепровский металлургический комбинат. Тогда же появилась информация о том, что футболисты «Стали» не получали зарплату в течение последних трёх месяцев. 9 июня в интервью Глава Черниговской областной государственной администрации Валерий Кулич рассказал, что «Десна» может занять место «Стали» в УПЛ, ведь клуб из Каменского находится на грани ликвидации. Информация о снятии «Стали» также звучала на конференции ПФЛ, однако в конце июня каменская команда в обновлённом составе и с новым тренером собралась для подготовки к очередному сезону.
В 2018 году, после вылета команды из Премьер-лиги, клуб был переименован в «Феникс» и переехал в город Буча Киевской области, однако под новым названием команда так и не сыграла ни одной игры и уже в июле 2018 года, до старта нового сезона была расформирована.

## Турниры

### Чемпионат СССР
Победа 1978 года в чемпионате Украины среди коллективов физической культуры позволила «Металлургу» в следующем году выступать во второй лиге чемпионата СССР. Всего команда провела во второй лиге 7 сезонов.
| Год   | Лига, группа, зона               | И   | В  | Н  | П   | РМ      | О   | Место    |
| ----- | -------------------------------- | --- | -- | -- | --- | ------- | --- | -------- |
| 1979  | Вторая лига, 2 зона              | 46  | 13 | 8  | 25  | 37−71   | 34  | 23 из 24 |
| 1980  | Вторая лига, 5 зона              | 44  | 11 | 11 | 22  | 47−58   | 33  | 18 из 23 |
| 1981  | Вторая лига, 5 зона              | 44  | 8  | 13 | 23  | 31−71   | 29  | 22 из 23 |
| 1982  | Вторая лига, 6 зона              | 46  | 17 | 9  | 20  | 47−47   | 43  | 12 из 24 |
| 1983  | Вторая лига, 6 зона              | 50  | 17 | 14 | 19  | 35−39   | 48  | 12 из 26 |
| 1984  | Вторая лига, 6 зона, 2 группа    | 24  | 4  | 7  | 13  | 23−38   | 15  | 11 из 13 |
| 1984  | Вторая лига, 6 зона, 13−26 места | 14  | 5  | 4  | 5   | 17−19   | 14  | 24 из 26 |
| 1985  | Вторая лига, 6 зона, 2 группа    | 26  | 5  | 4  | 17  | 20−45   | 14  | 13 из 14 |
| 1985  | Вторая лига, 6 зона, 15−28 места | 14  | 4  | 3  | 7   | 14−22   | 11  | 28 из 28 |
| Всего | 7 чемпионатов                    | 308 | 84 | 73 | 151 | 271−410 | 241 |          |

Наивысшее достижение — 12-е место в группе во второй лиге в чемпионатах 1982 и 1983 годов.
Наибольшая победа:
- 4:1 («Колос» Полтава, 1980 год, Днепродзержинск)

Найбольшее поражение:
- 1:6 («Авангард» Р, 1979 год, Ровно)

### Кубок СССР
В Кубке СССР команда провела 5 игр. Первый матч в турнире команда завода имени Дзержинского сыграла дома 18 июля 1936 года против московской «Правды». Матч закончился нулевой ничьей. В следующий день состоялся матч-переигровка, в котором москвичи победили 1:0. В следующий раз в кубке команда принимала участие в 1938 году. 10 мая «Сталь» дома переиграла днепропетровский «Техникум физкультуры» 7:0, а 15 мая — запорожский «Сельмаш» 4:1. А 20 мая в Днепропетровске «сталевары» уступили местному «Спартаку» 2:4. Это была последняя игра команды в Кубках СССР.
| Год   | Этап        | И | В | Н | П | РМ   | О |
| ----- | ----------- | - | - | - | - | ---- | - |
| 1936  | 1/64 финала | 2 | 0 | 1 | 1 | 0−1  | 1 |
| 1938  | 1/64 финала | 3 | 2 | 0 | 1 | 13−5 | 4 |
| Всего | 2 турнира   | 5 | 2 | 1 | 2 | 13−6 | 5 |

### Чемпионат Украины
Первый матч в чемпионатах Украины команда сыграла 22 июля 2001 года в Купянске против местного «Оскола». Матч закончился нулевой ничьей.
Всего команды провела 7 сезонов. Наивысшее достижение — восьмое место в Первой Лиге чемпионата 2005/06 годов
| Год     | Лига, группа     | И   | В   | Н  | П   | РМ      | О   | Место |
| ------- | ---------------- | --- | --- | -- | --- | ------- | --- | ----- |
| 2001/02 | Вторая, группа В | 34  | 11  | 7  | 16  | 29-47   | 40  | 12    |
| 2002/03 | Вторая, группа В | 28  | 16  | 4  | 8   | 35-22   | 52  | 5     |
| 2003/04 | Вторая, группа В | 30  | 23  | 6  | 1   | 53-16   | 75  | 1     |
| 2004/05 | Первая           | 34  | 14  | 7  | 13  | 42-47   | 49  | 9     |
| 2005/06 | Первая           | 34  | 13  | 9  | 12  | 34-29   | 38  | 8     |
| 2006/07 | Первая           | 36  | 15  | 8  | 13  | 42-37   | 53  | 9     |
| 2007/08 | Первая           | 38  | 3   | 11 | 24  | 23-58   | 20  | 20    |
| 2008/09 | Вторая, группа Б | 34  | 21  | 6  | 7   | 62-29   | 70  | 3     |
| 2009/10 | Вторая, группа Б | 24  | 14  | 6  | 4   | 36-21   | 48  | 4     |
| 2010/11 | Вторая, группа Б | 22  | 10  | 7  | 4   | 32-18   | 37  | 4     |
| 2011/12 | Вторая, группа Б | 26  | 15  | 3  | 8   | 34-19   | 48  | 6     |
| 2012/13 | Вторая, группа Б | 24  | 10  | 3  | 11  | 47-30   | 33  | 8     |
| 2013/14 | Вторая           | 36  | 23  | 8  | 5   | 81-32   | 77  | 2     |
| 2014/15 | Первая           | 30  | 17  | 9  | 4   | 45-21   | 60  | 2     |
| Всего:  | 11 турниров      | 340 | 155 | 80 | 110 | 422−343 | 530 |       |

- Наибольшая победа: 8:2 (ФК «Жемчужина», 25 ноября 2012 год, Днепродзержинск).
- Наибольшее поражение: 1:6 (ФК «Сумы», 4 ноября 2001 год, Сумы), 0:6 (ФК «Днепр», 17 октября 2015 год, Днепропетровск).

### Кубок Украины
Первый матч в Кубке команда сыграла 10 августа 2002 года против донецкого «Шахтёра». Хозяева проиграли 0:2. В следующем году команда вновь вылетела из Кубка в первом этапе, проиграв 10 августа 2003 года дома луганской «Заре» 1:2.
В сезоне 2004/05 команда в 1/32 финала на выезде переиграла ФК «Бершадь» 3:1, а в 1/16 дома проиграла донецкому «Металлургу» 2:3.
В сезоне 2005/06 годов «Сталь» вышла в 1/8 финала, обыграв в 1/32 финала «Житычи» 1:0 в Житомире, а в 1/16 дома переиграв «Волынь» 3:1. В 1/8 финала днепродзержинцы дома проиграли киевскому «Арсеналу» 0:2.
Сезон 2006/07 был наиболее удачным для «Стали»: команда дошла до четвертьфинала. В 1/32 финала команда в Обухове переиграла боярский «Интер» 5:0, в 1/16 финала дома одолела «Зарю» 1:0 в дополнительное время, а в следующем этапе в серии послематчевых пенальти днепродзержинцы дома переиграли одноклубников из Алчевска 5:4 (основое время закончилось со счетом 1:1). В четвертьфинале «Сталь» дважды уступила симферопольской «Таврии»: 1:4 в Днепродзержинске и 0:1 в Симферополе.
В сезоне 2007/08 команда выбыла из соревнований в 1/32 финала, уступив «Гелиосу» в серии пенальти (основное время 2:2). В сезоне 2008/09 команда также выбыла из соревнований в 1/32 финала, уступив дома «Александрии» 0:2. В сезоне 2009/10 команда в 1/32 финала, выиграла у «Звезды» 1:0, а в 1/16 финала выбыла из соревнований, уступив дома «Таврии» 0:4.
В сезоне 2011/12 команда в 1/64 финала минимально переиграла «Макеевугль» 1:0, в 1/32 финала встретилась с «Севастополем» и в тяжёлом поединке выиграла 2:1. А в 1/16 финала выбыла из соревнований, уступив дома «Черноморцу» 0:4.
В сезоне 2012/13 команда в 1/64 финала прошла автоматически, так как «Мир» отказался ехать на матч. В 1/32 «сталеваров» ждало ещё одно счастье: команде по жеребьевке выпал «ФК Львов» который снялся с соревнований первой лиги. В 1/16 финала команда выбыла из соревнований, уступив дома «Ильичёвецу» 0:6.
| Год     | Этап        | И  | В  | Н | П | РМ    | О  |
| ------- | ----------- | -- | -- | - | - | ----- | -- |
| 2002/03 | 1/32 финала | 1  | 0  | 0 | 1 | 0−2   | 0  |
| 2003/04 | 1/32 финала | 1  | 0  | 0 | 1 | 1−2   | 0  |
| 2004/05 | 1/16 финала | 2  | 1  | 0 | 1 | 5−4   | 2  |
| 2005/06 | 1/8 финала  | 3  | 2  | 0 | 1 | 4−3   | 4  |
| 2006/07 | 1/4 финала  | 5  | 2  | 1 | 2 | 8−6   | 5  |
| 2007/08 | 1/32 финала | 1  | 0  | 1 | 0 | 2−2   | 1  |
| 2008/09 | 1/32 финала | 1  | 0  | 1 | 0 | 0−2   | 1  |
| 2009/10 | 1/16 финала | 2  | 1  | 0 | 1 | 1−4   | 2  |
| 2010/11 | 1/16 финала | 2  | 1  | 1 | 0 | 2−1   | 4  |
| 2011/12 | 1/8 финала  | 3  | 2  | 0 | 1 | 3−5   | 6  |
| 2012/13 | 1/16 финала | 3* | 2  | 0 | 1 | 0−6   | 0  |
| Всего   | 11 турниров | 24 | 11 | 4 | 9 | 29−36 | 25 |

- *2 матча не состоялись в связи с отказом клубов

Наибольшая победа: 5:0 («Интер» (Боярка), 11 августа 2006 год, Обухов)
Наибольшее поражение: 0:6 («Ильичёвец», 23 сентября 2012 год, Днепродзержинск)

## Достижения
- Чемпион Украины среди коллективов физической культуры в 1978 году.
- Чемпион Второй лиги группа «В» в сезоне 2003/04.
- Серебряный призёр Второй лиги Украины сезона 2013/14.
- Наивысшее достижение в чемпионате Украины — 8-е место в Первой лиге сезона 2005/06.
- Четвертьфиналист Кубка Украины 2006/07 годов.
- Кубок Приднепровья — 2013, 2014.

## Спонсоры
| Годы спонсорства | Титульный спонсор |
| с 2015           | ИСД               |

## Стадион

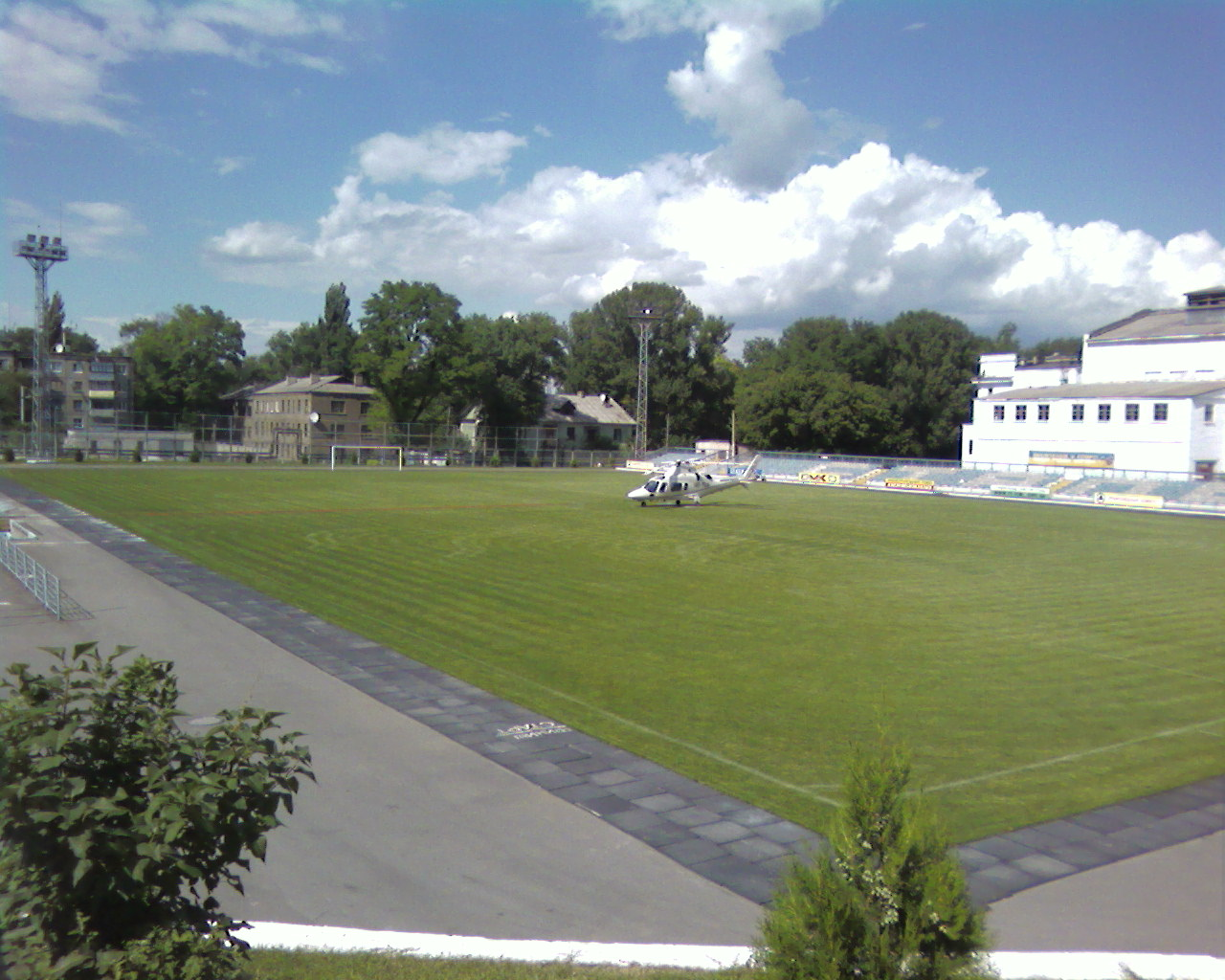
Стадион

Домашним стадионом «Стали» с 1926 по 1930 год являлся стадион имени 1 Мая при клубе им. К. Либкнехта, а с 1933 года по настоящее время — «Металлург» (в разное время носивший также названия «площадка Дворца культуры» и «Сталь»). В сезоне 2001/02 команда проводила домашние матчи на стадионе «Победа» (15600 мест).
В 2003 году была произведена реконструкция стадиона «Металлург», закуплен голландский газон, который не вымерзает на морозе. Также установлены пластиковые сидения, поливочная система и электронное табло.

## Президенты
- —2015: Максим Завгородний
- 2015—: Вардан Исраелян